# Альбом ремиксов
Альбом ремиксов, также ремиксовый альбом или ремикс-альбом (от англ. remix album) — музыкальный альбом, все или большинство составляющих его композиций и/или песен являются ремиксами или перезаписанными записями музыкальных материалов, которые были созданы и выпущены ранее. Самым продаваемым альбомом ремиксов в истории является альбом Майкла Джексона «Blood on the Dance Floor».
Музыкальный коллектив Sly & the Family Stone в 1979 году выпустил альбом «10 Years Too Soon», который содержал хитов, которые коллектив записал и издал в 1960-х годах. В 1982 году вышел подобный альбом Non-stop Ecstatic Dancing дуэта Soft Cell, содержавший песню «A Man Could Get Lost», значимую как предшественник стиля «хаус». Через месяц вышел альбом следующий ремиксовый альбом Love and Dancing группы The Human League. Спустя почти год после этого группа Imagination выпустила ремиксовый альбом Nightdubbing.
Позднее этот формат музыкальных альбомов был популяризирован группой Pet Shop Boys, которая в 1986 году выпустила альбом Disco. Годом позже Мадонна выпустила ремиксовый альбом You Can Dance, а в 1990 году Пола Абдул выпустила ремиксовый альбом Shut Up and Dance: Mixes.
До начала 2000-х годов ремиксовые альбомы, несмотря на своё давнее существование и распространение, не являлись заметным и популярным мейнстримовским продуктом. Однако вначале 2000-х годов многие популярные музыкальные исполнители начали выпускать свои альбомы в преимущественно ремиксовом формате. Сюда относится Дженнифер Лопес, чей ремиксовый альбом J to tha L-O!: The Remixes 2002 года выпуска стал первым альбомом ремиксов в мире, попавшим на первую строчку рейтинга Billboard 200 и Книгу рекордов Гиннесса как самый успешный альбом ремиксов в истории. Английская группа Bloc Party в середине 2000-х годов выпустила два ремиксовых альбома, которые содержали ремиксы на композиции из двух более ранних альбомов группы.
В мире музыки регги случай, когда весь альбом состоит из ремиксов, является вполне обычным. Примеры включают альбом Present Arms in Dub группы UB40, No Protection группы Massive Attack (ремикс выполнен Mad Professor), Laika Come Home группы Gorillaz (ремикс выполнен Space Monkeyz).